# آلفا چلپاسه
آلفا چلپاسه یک ستاره است که در صورت فلکی چلپاسه قرار دارد.